# Miss Continentes Unidos 2018
O Miss Continentes Unidos 2018 foi a 6ª edição do tradicional concurso de beleza feminino internacional Miss Continentes Unidos, realizado anualmente no Equador desde 2013. A competição aconteceu no dia 22 de setembro no Centro de Convenções Simón Bolívar e foi transmitida ao vivo pela Gama TV. Ao fim do evento, a russa Tatiana Tsimfer, eleita no ano anterior, coroou Andrea Sáenz, do México, como Miss Continentes Unidos 2018. 

## Resultados

### Colocações
| Posição                 | País e Candidata |
| Vencedora               | - México - Andrea Sáenz |
| 2º. Lugar               | - Dinamarca - Simone Gadegaard Andersen                                                                                               |
| 3º. Lugar               | - Colômbia - Ana Catalina Mouthón |
| 4º. Lugar               | - Espanha - Cynthia Ruz López |
| 5º. Lugar               | - África do Sul - Belinde Schreuder                                                                                                   |
| 6º. Lugar               | - Tailândia - Nantapak Kraiha |
| (TOP 10) Semifinalistas | - Índia - Gayatri Bhardwaj - Portugal - Luana Ramos - República Dominicana - Tania Martínez - Uruguai - Tania Magdalena de los Santos |

### Prêmios especiais
| Prêmio                   | País e Candidata                    |
| Melhor Sorriso OM Dental | - África do Sul - Belinde Schreuder |
| Miss Hotel Punta del Mar | - México - Andrea Sáenz             |
| Miss Comecsa             | - Brasil - Gleyci Correia           |
| Miss Olympikus           | - Uruguai - Tania de Los Santos     |
| Miss Turismo Continental | - Dinamarca - Simone Gadegaard      |
| Miss Amizade             | - Venezuela - Lolimar Pérez         |
| Melhor Sorriso           | - Equador - Gabriela Carrillo       |
| Miss Cielo               | - Dinamarca - Simone Gadegaard      |
| Miss Fotogenia PhotoLab  | - Tailândia - Nantapak Kraiha       |

### Miss Melhor Traje Típico
A candidata com o meu traje nacional do seu País deste ano: 
| Prêmio | País e Candidata           |
| 1      | - China - Wenjing Zhang    |
| 2      | - Índia - Gayatri Bhardwaj |
| 3      | - México - Andrea Sáenz    |

## Candidatas
| - África do Sul - Bella Schreuder - Argentina - Ana Sol López - Bielorrússia - Karina Kiseleva - Bolívia - Valentina Gajardo - Brasil - Gleycy Correia - Canadá - Leily Figueroa - Chile - Sabina Rodríguez - China - Wen Jing Zhang - Colômbia - Catalina Mouthón - Dinamarca - Simone Andersen - Equador - Gabriela Zambrano | - Espanha - Cynthia Ruz - Estados Unidos - Jessica Van Gaalen - Filipinas - Sarah Cruz Asido - França - Manon Perrein - Guatemala - Cecilia López - Honduras - Fanny Osorto - Índia - Gayatri Bharadwaj - Japão - Haruka Komagata - México - Andrea Sáenz - Mianmar - Eaint Thet Hmue - Panamá - Zunilda Del Valle | - Paraguai - Vanessa Cabrera - Portugal - Luana Ramos - Peru - Clarisse Uribe - Porto Rico - Tanisha Torres - Reino Unido - Stephanie Balogun - Rússia - Lidia Molodtsova - Tailândia - Nantapak Kraiha - Ucrânia - Julia Shcherbak - Uruguai - Tania de los Santos - Venezuela - Lolimar Pomonti |